# Kovačevića potok
Kovačevića potok je lijeva pritoka  u gornjem  toku Vrbanje, između Kruševa Brda (uzvodno) i Šipraga (nizvodno), u opštini Kotor-Varoš, Bosna i Hercegovina. Dug je oko tri km.
Nekoliko njegovih sastavnih potočića  izviru  u kompleksu uzvisina Guzovina – Vis (1003 m), zapadno od sela Kovačevići: Tocil na 1000 m n/v, Duboki potok na 900 m n/v i bezimeni potok na 940 m n/v. Najprije se spajaju Tocil i Duboki potok, a zatim se taj vodotok spaja sa bezimenim potokom između  Durakovića i Kovačeviča na nadmorskoj visini od 672 m. Od sastavaka, dalje Kovačevića potok teče na istok i ulijeva se u Vrbanju ispod mosta na cesti R-440: Šiprage – Kruševo Brdo
Od sliva Čudnića  na jugu, razdvaja ga Arapov Brijeg. Na ovom potoki, 1960-ih godina bilo je pet vodenica

## Literatura
1. ↑  http://www.kartabih.com/
2. ↑  Vojnogeografski institut, Ed. (1962): Šiprage (List karte 1:25.000, Izohipse na 10 m). Vojnogeografski institut, Beograd / Military Geographical Institute, Ed. (1962): Šiprage (map sheet 1: 25.000, Contour lines at 10 m)
3. ↑  https://www.google.com/maps/place/Kova%C4%8Devi%C4%87a+potok/@44.4232782,17.5807633,16z/data=!4m5!3m4!1s0x475e5b1c80104db3:0x209361f32f3b3c47!8m2!3d44.4239888!4d17.5854916